# Tillamooks
Els nehalem o tillamooks són una tribu d'amerindis dels Estats Units que parlaven una de les llengües salish i viuen a Oregon. El nom "tillamook" és un terme chinook que vol dir "poble de Nekelim (o Nehalem)" i que també és pronunciat Calamox, Gillamooks i Killamook.

## Llengua
Els tillamook inicialment parlaven tillamook, una de les llengües salish, però a poc a poc van començar a utilitzar l'anglès i l'últim parlant fluid de Tillamook va morir el 1970, de manera que es tracta d'una llengua extingida. Tanmateix entre 1965 i 1972, en un esforç per evitar que la llengua que es perdés, un grup d'investigadors de la Universitat de Hawaii va entrevistar als pocs parlants que quedaven de tillamook i van editar un diccionari de 120 pàgines.
Franz Boas va escriure, "Els indis tillamook són la branca més meridional dels salish de la costa. Viuen a la costa de l'Oceà Pacífic i estan separats dels seus parents més al nord per les tribus que parlen llengües chinook. La seva llengua es parla de dos dialectes, siletz i tillamook. El primer va ser descrit i classificat per Horatio Hale en les publicacions de l'expedició de Wilkes. El nom tillamook, amb el que la tribu és més coneguda, és d'origen chinook. Sifnifdica el poble de Nekelim (pronunciat Ne-elim). Aquest últim nom significa el lloc Elim, o, en dialecte cathlamet, el lloc Kelim. La "t" inicial de tillamook és l'article plural, la terminació "ook" és la terminació de plural chinook "uks". El dialecte difereix dels dialectes del nord en la seva fonètica peculiar. S'han perdut gairebé íntegrament les labials que, fins on jo sé, es produeixen només en uns pocs noms de llocs. La cultura de la tillamook sembla haver diferit considerablement de la dels salish de la costa nord, i evidentment ha estat influenciada per la cultura de les tribus del nord de Califòrnia". (Nota: entre parèntesis per a major claredat)

## Història
D'acord amb la investigació antropològica i arqueològica, els primers avantpassats dels tillamook es van assentar en aquesta zona al segle xv, i viuen en una superfície d'entre Cap Lookout i Cap Meares. Els càlculs de la NAHDB estimen la població en uns 2.200 a començaments del segle xviii.
La primera trobada documentada dels occidentals amb el tillamook va ser en 1788 amb Robert Haswell, segon de bord en el vaixell de Robert Gray. Una segona trobada va ser a finals de 1805 amb l'expedició de Lewis i Clark mentre hivernaven a Fort Clatsop. Una balena va entrar a terra prop Necost i els tillamooks ràpidament la va despullar de la carn, salvant el greix de balena com a aliment i guardant l'oli per al seu ús posterior. Després de sentir això, Lewis i Clark dirigiren una partida per al comerç del greix de balena, rebent 300 lliures i una mica d'oli a canvi de béns comercials. Lewis i Clark descriviren la vila de gairebé mil habitants vivint en unes 50 cases, estimant la població total en uns 2.000. D'acord amb l'expedició, la font d'aliments dels tillamook era el salmó, que era capturat en la carrera del salmó anual d'abril a octubre i s'utilitzava durant tot l'any, conservant-se per assecat i molta en una pols.
Els anys 1824 i 1829 patiren una epidèmia de verola, i combinades amb l'arribada dels colons del camí d'Oregon en 1841 i dels conflictes resultants el 1845 Wilkes estimà el seu número en 400 supervivents. Encara es van reduir més, amb una estimació de Lane el 1849 de 200 individus. El 1856 els tillamooks i altres 20 tribus més van ser col·locades a la reserva Siletz, el que significa que altres estimacions de població són impossibles, ja que no s'enumeren per separat. El 1898 els tillamooks es convertiren en la primera tribu a demanar al govern dels Estats Units per a la indemnització de les terres que els havien pres, juntament amb els clatsop. El 1907, juntament amb altres dues tribus, els van adjudicar 23.500 $.

## Cultura
D'acord amb el treball de Franz Boas, la cultura de la tribu tillamook va ser significativament diferent de la dels seus veïns salish, evidentment influenciats per les tribus del nord de Califòrnia.
Els tillamook eren hàbils cistellers, i tenien una mitologia detallada, amb enllaços als esdeveniments existents; la història de l'Ocell de Tro i la Balena, per exemple, reflecteix el gran terratrèmol en aquesta regió el 1700. Els tillamooks divideixen la seva mitologia en tres categories: la primera va ser l'Edat de Mite, seguit de l'Era de la transformació, quan el "Vent del Sud" va refer la terra. La tercera era és el "període dels veritables esdeveniments" o esdeveniments que van succeir en el que els tillamooks consideren la història recent. Malgrat això les històries de la tercera era van ser considerades com a molt d'un mite com els de la primera o segona.

## Avui
Alguns nehalem són registrats en la tribu reconeguda federalment Tribus Confederades d'indis Siletz d'Oregon o les Tribus Confederades de la Comunitat de Grand Ronde d'Oregon. Altres nehalem formen part de la no reconegudes Tribus Confederades Clatsop Nehalem.